# Taraxacum brachyceras
Taraxacum brachyceras (Кульбаба короткорога) — вид трав'янистих рослин родини Айстрові (Asteraceae), поширений у Північній Євразії. Етимологія: грец. βραχυϛ — «короткий», грец. κεραϛ — «рогатий».

## Таксономічні примітки
Секція Borealia, до якої належить Taraxacum brachyceras, є одною з двох найбільших секцій в Арктиці (інша — sect. Antarctica з, у тому числі, T. arcticum)

## Опис
Це багаторічні трав'янисті поодинокі або слабо колоніальні рослини з одним білим стрижневим коренем. Каудекс закінчується прикореневою розеткою на рівні землі з 8–15 листям. Розетка листя 10–20(25) см у діаметрі. Вся рослина безволоса. Листя 10–20 × 2.5–3.5 см, із крилатим черешком в 1/4–1/6 всієї довжини листа. Листки оберненоланцетні чи з широкою вершиною в загальних рисах, із зубчастими лопатями, кінці лопатей зазвичай трикутної форми; зелені з широкими блідими серединними жилами. Суцвіття — одна верхівкова головка 2–3 см шириною. Є два ряди темно-зелених приквіток голів, деякі або більшість з них з придатками («рогами») в дистальних відділах. Зовнішніх приквітків 10–16, 6–8 × ≈ 2 мм, широко або вузько трикутні зі злегка розширеними тупими вершинами. Внутрішніх приквітків 10–18, 15–20 × 2.5–3 мм, притиснуті, вузько трикутні, внутрішні з них з вузьким білим краєм. Квітколоже плоске. Квіти моносиметричні. Променеві квіти жовті з широкою від сірої до рожевої смугою на зовнішній поверхні, 10–15 мм, закінчуються (3)5 короткими, нерівними зубами. Плід ділиться на тіло, вузько циліндричний дзьоб з конічним потовщенням біля основи і чубком. Плодове тіло 4.5–5.5 × 0.9–1.1 мм, вузько оберненоконічне, тьмяно-солом'яного кольору з дрібними ребрами, дзьоб 7–8 мм, чубчикові промені 6–7 мм, білі.

## Поширення
Північна Євразія (Фінляндія, Норвегія [вкл. Шпіцберген], Швеція, Росія).

## Відтворення
Безстатеве розмноження насінням; дуже локальне вегетативне розмноження шляхом фрагментації кореневища. Плоди легко поширюються вітром через наявність чубчика. Taraxacum brachyceras відомий як тетраплоїдний (2n = 32).